# B형 헤모필루스 인플루엔자 백신
B형 헤모필루스 인플루엔자 백신(영어: Haemophilus influenzae type B vaccine 줄여서 Hib vaccine이라고도 부른다.)은 B형 헤모필루스 인플루엔자 질환을 예방하기 위한 백신으로, 접합백신의 일종이다. 이 백신을 전 국민 대상으로 접종한 국가에서는 B형 헤모필루스 인플루엔자 질환 감염률이 90% 이상 감소했고, 수막염, 폐렴, 후두염의 비율도 감소했다. 세계보건기구와 미국 질병제예방센터에서 접종을 권고한다. 세계보건기구 필수 의약품 목록에 B형 헤모필루스 인플루엔자 백신이 등재되어 있다. 한국 보건복지부에서도 접종을 권고한다. 생후 6개월 전에 2~3회 접종이 필요하다. 미국에서는 12개월~15개월 사이에 4회차 접종이 권장된다. 일생 동안 한번의 접종을 더 하는 것이 권장된다. 근육 주사로 접종한다.
B형 헤모필루스 인플루엔자 백신은 디프테리아, 파상풍, 백일해, B형 간염 백신과 함께 사용할 수 있다. 개발도상국에서 B형 헤모필루스 인플루엔자 백신 및 디프테리아, 파상풍, 백일해, B형 간염 같이 들어 있는 제품의 비용은 2014년 기준으로 개발도상국은 15.40USD이다. 미국에서는 25-50USD이다.

## 백신의 종류
1970년대에 개발된 B형 헤모필루스 인플루엔자 백신은 영아에서 면역성이 약하여 항체역가가 증가하지 않는 단점이 있었다. 그리하여 1980대에 영아기에서도 항체 반응을 유발하는 PRP-단백결합백신 (PRP-protein conjugate vaccine)이 개발되었다.

## 한국에서 접종
한국은 생후 6개월 전에 2회차까지 접종하고, 12개월~15개월 사이에 3회차 접종을 하는 것이 권장된다.
- 접종대상 - 생후 2개월부터 5세 미만의 모든 소아 - 5세 이상으로서 기능적 또는 해부학적 무비증(겸상적혈구증, 비장 절제술 후), HIV 감염(성인 제외), 조혈모세포이식 등
- 접종시기: 생후 2, 4, 6개월에 접종하며, 생후 12-15개월에 추가접종(생후 6주 전에는 접종하지 않음)
- 접종방법: 0.5mL를 영유아는 대퇴부 전외측, 소아나 성인은 삼각근 부위에 근육주사로 진행[9]

## 접종 대상 및 시기
B형 헤모필루스 인플루엔자 백신 접종을 통해 예방이 가능하다.
- 접종 대상

1. 생후 2~59개월 소아
2. 침습성 B형 헤모필루스 인플루엔자감염의 위험성이 높은 만5세 이상 소아 (겸상적혈구증, 비장절제술 후, 항암치료에 따른 면역저하, 백혈병, 후천성면역결핍증후군감염, 체액면역 결핍 등)
3. 2세 미만의 연령에서 침습 B형 헤모필루스 인플루엔자 질환을 앓은 경우

- 접종 시기

1. 생후 2, 4, 6개월에 3회 기초접종
2. 생후 12-15개월에 1회 추가접종

## 부작용
심한 부작용은 드물다. 약 20~25%의 사람들이 주사 부위에 통증을 유발하고 약 2%는 열을 발생 시킨다. 대부분 부작용은 12~24시간 이내에 소실된다. 발열, 보챔 등의 전신반응은 흔하지 않다.